# 东升街道 (蚌埠市)
东升街道，是中华人民共和国安徽省蚌埠市龙子湖区下辖的一个乡镇级行政单位。

## 行政区划
东升街道下辖以下地区：
地委宿舍社区、两站社区、施家洼社区、曙光社区和淮滨社区。